# Anthene ituria
Anthene ituria är en fjärilsart som beskrevs av George Thomas Bethune-Baker 1910. Anthene ituria ingår i släktet Anthene och familjen juvelvingar. Inga underarter finns listade i Catalogue of Life.

## Bildgalleri

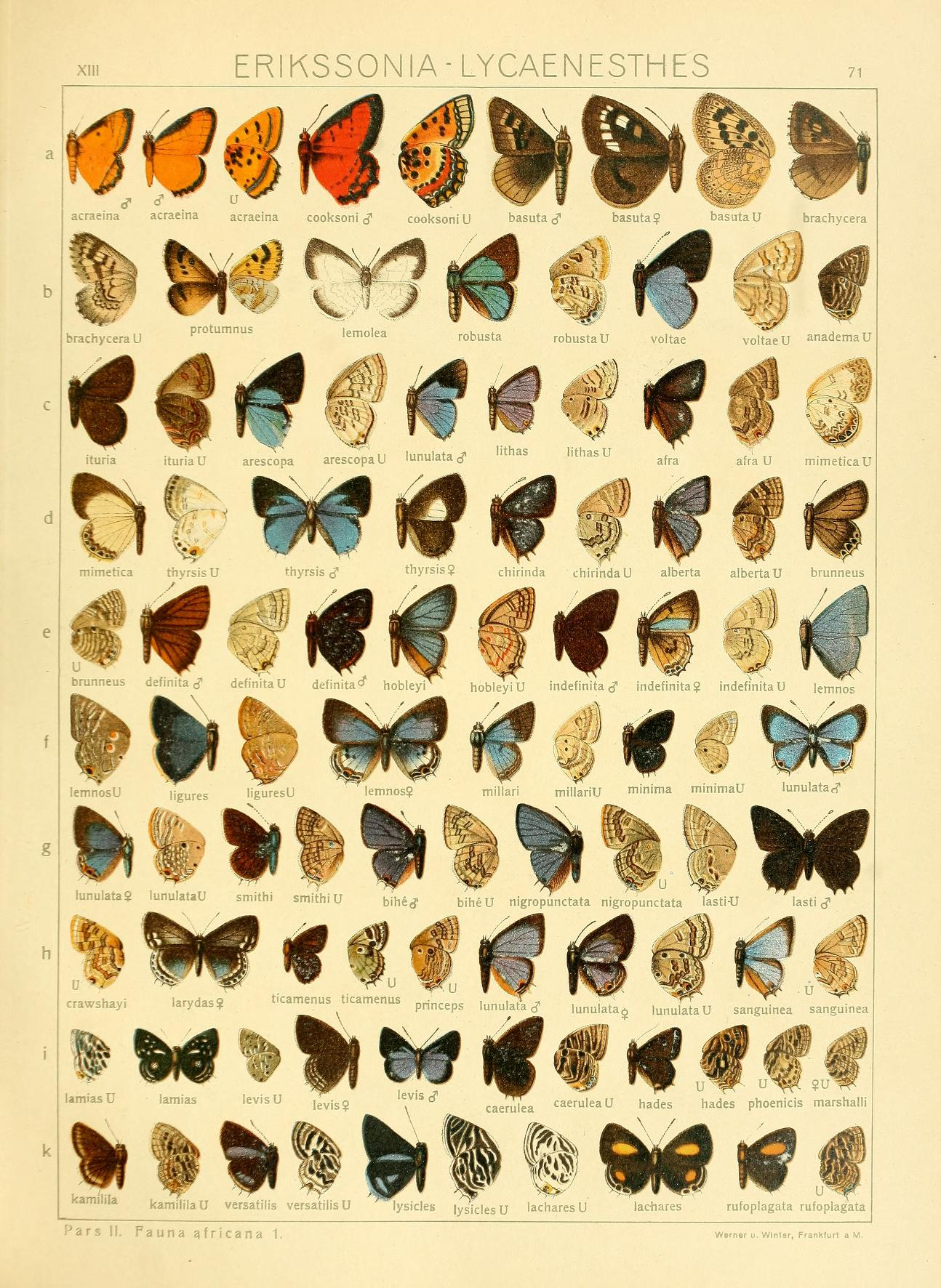